# Dunajek (Gołdap)
Dunajek (deutsch Groß Duneyken, 1928–1938 Duneyken, 1938–1945 Duneiken (Kr. Goldap)) ist ein Dorf in der polnischen Woiwodschaft Ermland-Masuren, das zur Stadt- und Landgemeinde Gołdap (Goldap) im Kreis Gołdap gehört.

## Geographische Lage
Dunajek liegt im Nordosten der Woiwodschaft Ermland-Masuren am Nordostrand des Borkener Forsts (auch: Borker Heide, polnisch: Puszcza Borecka). Bis zur Kreisstadt Gołdap (Goldap) sind es 15 Kilometer in nördlicher Richtung.

## Geschichte
Das seinerzeit Dunaykhenn genannte kleine Dorf wurde im Jahre 1564 gegründet. Nach 1785 erschien die Namensform Groß Duneyken, ab 1928 dann ohne Zusatz und von 1938 bis 1945 in der Schreibweise Duneiken (Kr. Goldap). Vor 1945 handelte es sich um ein weit gestreutes Dorf mit zwei Gütern und einer Dampfmühle.
Als im Jahr 1874 der Amtsbezirk Altenbude (polnisch Siedlisko) neu errichtet wurde, kam Groß Duneyken in diesen Bezirk, der bis 1945 bestand und zum Kreis Goldap im Regierungsbezirk Gumbinnen der preußischen Provinz Ostpreußen gehörte.

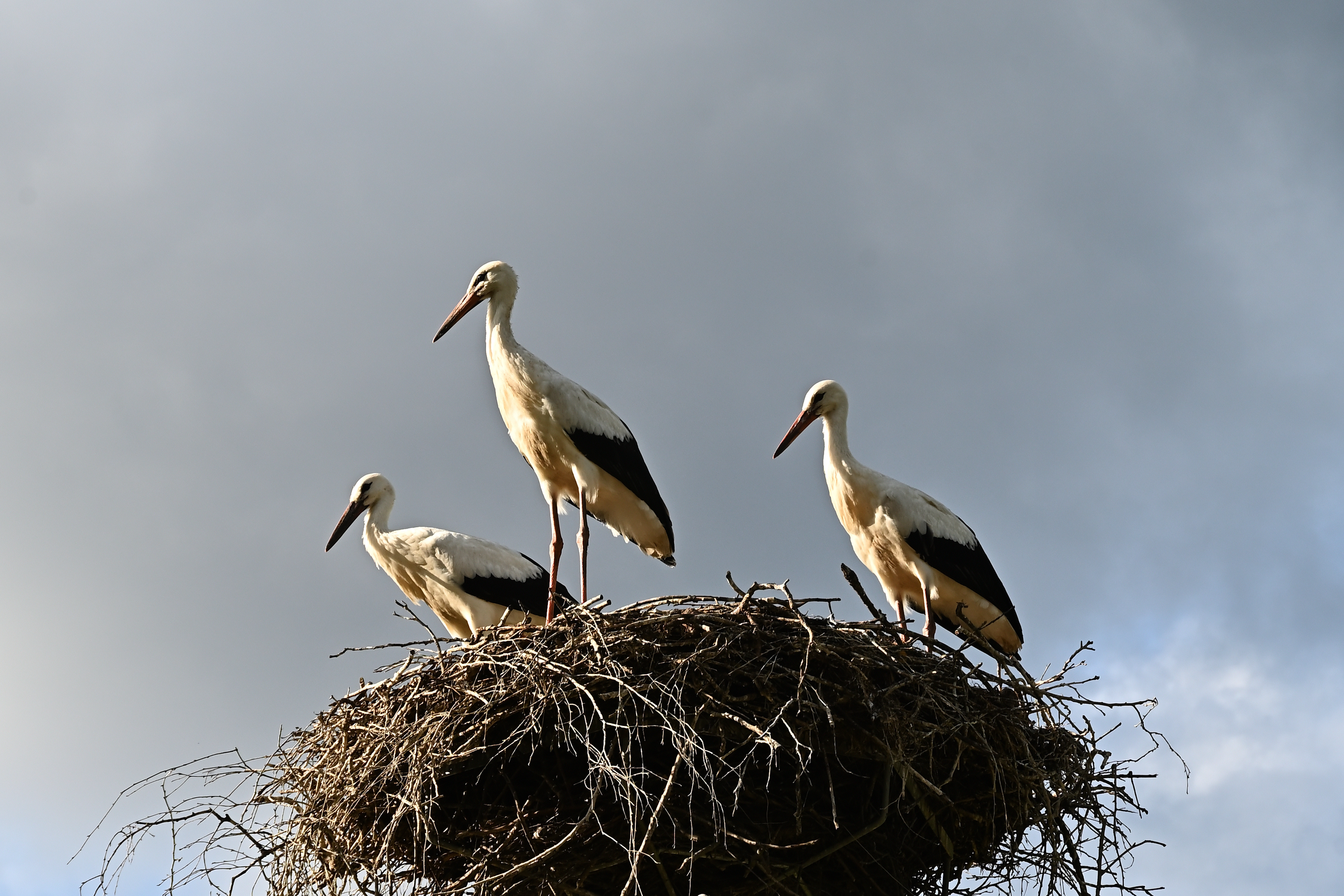
Storchennest am Ortsrand von Dunajek

Im Jahr 1910 verzeichnete Groß Duneyken 320 Einwohner. Am 30. September 1928 schlossen sich die Landgemeinden Groß Duneyken und Wiersbianken (1938–1945 Lichtenhain, polnisch Wierzbianki) sowie der Gutsbezirk Blandau (nicht mehr existent) zur neuen Gemeinde Duneyken (mit Sitz im bisherigen Groß Duneyken) zusammen. Die Gesamteinwohnerzahl belief sich 1933 auf 454 und betrug 1939 noch 390. Die Gemeinde Duneyken wurde im Zuge der nationalsozialistischen Umbenennungsaktion am 3. Juni (amtlich bestätigt am 16. Juli) des Jahres 1938 in Duneiken umbenannt.
In Kriegsfolge kam das Dorf 1945 mit dem südlichen Ostpreußen zu Polen und trägt seither die polnische Bezeichnung Dunajek. Heute ist es Sitz eines Schulzenamtes (polnisch: sołectwo) und eine Ortschaft innerhalb der Stadt- und Landgemeinde Gołdap im Powiat Gołdapski, bis 1998 der Woiwodschaft Suwałki, seither der Woiwodschaft Ermland-Masuren zugehörig.

## Religionen
Bis 1945 war die Bevölkerung Duneykens fast ausnahmslos evangelischer Konfession; das Dorf gehörte zum Kirchspiel der Kirche zu Grabowen (1938–1945 Arnswald, polnisch Grabowo) im Kirchenkreis Goldap innerhalb der Kirchenprovinz Ostpreußen der Evangelischen Kirche der Altpreußischen Union. Nach Flucht und Vertreibung der einheimischen Bevölkerung leben nur noch wenige evangelische Kirchenglieder in Dunajek. Sie gehören jetzt zur Kirchengemeinde in der Stadt Gołdap, einer Filialgemeinde der Pfarrei in Suwałki in der Diözese Masuren der Evangelisch-Augsburgischen Kirche in Polen.
Vor 1945 waren die wenigen katholischen Kirchenmitglieder zur Pfarrei in Goldap – damals im Bistum Ermland gelegen – hin orientiert. Seit 1945 ist die Zahl der Katholiken in Dunajek durch polnische Zuwanderung gestiegen. Sie werden von der neu errichteten Pfarrei in Grabowo betreut. Sie ist Teil des Dekanats Gołdap im Bistum Ełk (Lyck) der Katholischen Kirche in Polen.

## Verkehr
Dunajek liegt an einer Nebenstraße, die bei Grabowo (Grabowen, 1938–1945 Arnswald) von der polnischen Woiwodschaftsstraße DW 650 (einstige deutsche Reichsstraße 136) abzweigt und in südlicher Richtung in das Zentrum des Borkener Forsts (auch: Borker Heide, polnisch: Puszcza Borecka) bei Czerwony Dwór verläuft. Eine Bahnanbindung besteht nicht.